# ヤン・ヘンリク・ドンブロフスキ

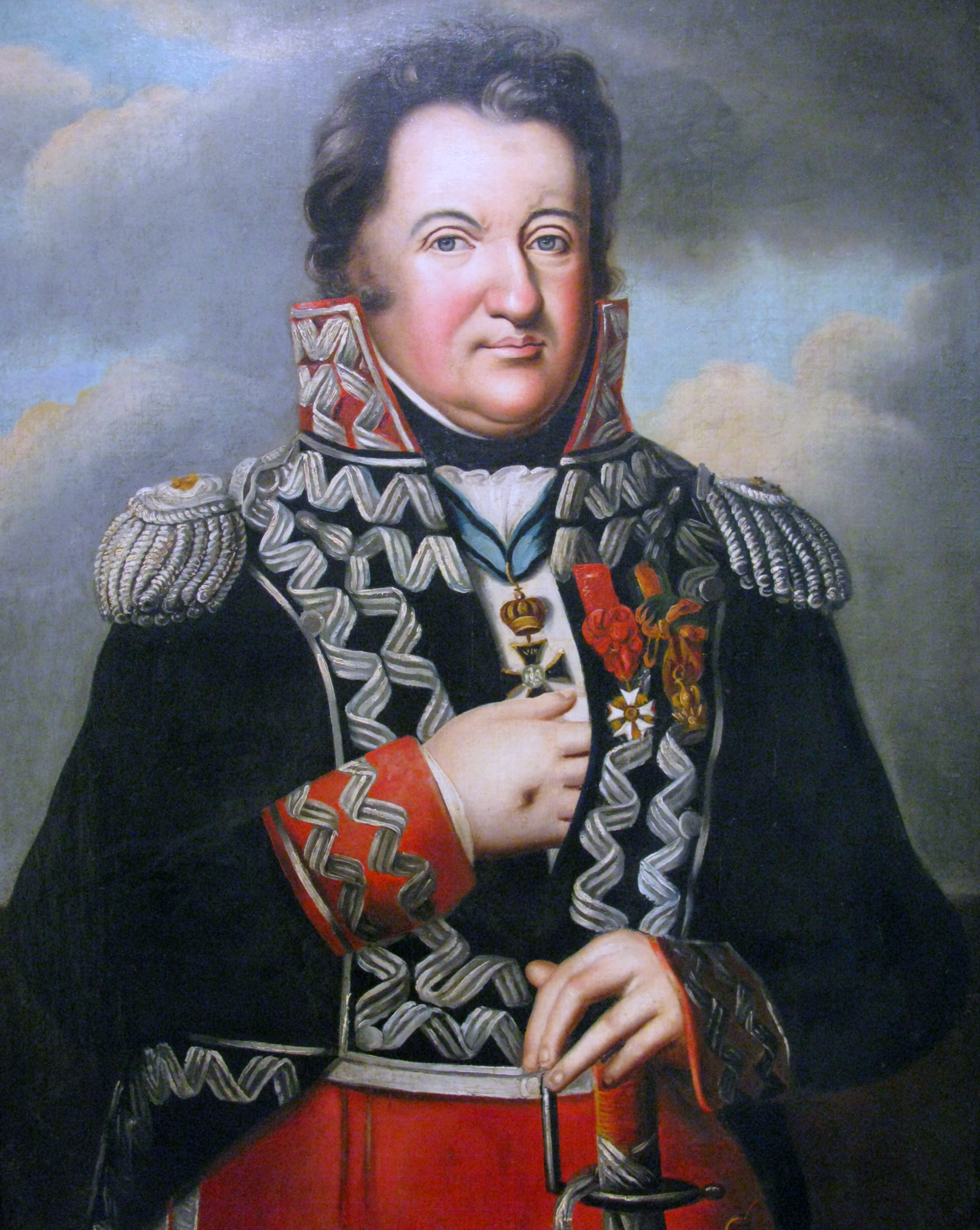
ヤン・ヘンリク・ドンブロフスキ

ヤン・ヘンリク・ドンブロフスキ（Jan Henryk Dąbrowski, 1755年8月29日 - 1818年6月6日）は、ポーランドの将軍にして国民的英雄。ヤン・デンボフスキ（Jan Dembowski）とも。ポーランドのピェシュホヴィツェ (Pierzchowice) にて、シュラフタ階級の家庭に生まれ、ポーランド、ロシア帝国のヴィングラで亡くなった。エルコレ・デンボウスキーは子。

## 伝記

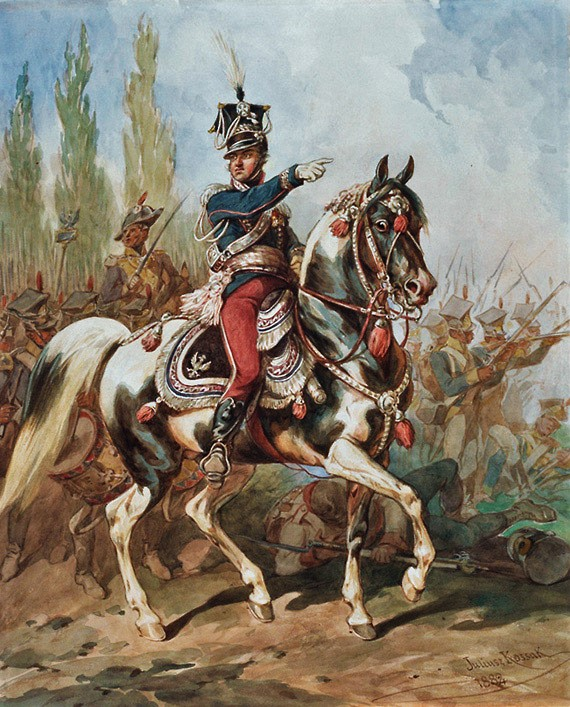
ポーランド軍団を率いるヤン・ヘンリク・ドンブロフスキ

ドンブロフスキはポーランド＝リトアニア＝ザクセン三国連合時代のザクセンで育ち、ザクセン軍での勤務を数年こなした。1791年にポーランドが四年議会にて、全てのポーランド人に対してポーランド軍への再召集を呼びかけた際、ドンブロフスキはポーランドへ帰国した。騎兵としての訓練をドレスデンの兵学校で受けた彼はポーランド騎兵の再編成を要請された。ポニャトフスキの下で、ドンブロフスキは1792年のロシアに対する戦闘に加わった。そして、コシチュシュコによる反乱が起こった1794年にポーランドの地において、ドンブロフスキはこの反乱軍に積極的に加わり、ワルシャワの防衛、大ポーランド再興を目指す側の支援を受けた部隊を率いて戦った。その業績はポーランド軍最高指揮官であるコシチュシュコにより賞賛を受け、ドンブロフスキは将軍の地位を彼により与えられた。彼はポーランド反乱軍の敗北後、コシチュシュコからその功労に感謝の意を示されただけでなく、ロシアにより軍の将校の位を与えることを提案されたが、彼はポーランドのために戦うことを選んだ。
ドンブロフスキはポーランドの歴史において、ナポレオン戦争中のイタリア・ポーランド軍団を編成した人として知られている。その編成を1796年、ナポレオン・ボナパルトによりパリへ召喚された時より始め、そしてチザルピーナ共和国により新設されたロンバルディ共和国の軍隊の一部隊としてポーランド軍団を編成する権限を与えられた。この軍団が編成された年の三年前、ポーランド分割がロシア、プロイセン、オーストリアの三国の間でなされ、ポーランドがヨーロッパの地図上から姿を消した。 しかしポーランド人部隊の編成はフランスによるポーランド独立運動の支援によって、ポーランド問題を再浮上させるきっかけをもたらした。これにより、イタリア人がナポレオン率いるフランス側に立って戦争に参加することを拒否したこの時期において起こったイタリアでのポーランド軍団の編成は両者にとって利益のあるものであった。

ドンブロフスキの家紋

ポーランド軍団はポーランド人亡命者により構成された。ドンブロフスキは伝統的なポーランド軍の制服や国家勲章、ポーランド人将校部隊を使用した。 ポーランド軍団の制服に関してドンブロフスキが行った唯一の譲歩が、肩章に関するものであった。その肩章はロンバルディ共和国の色であり、フランスの三色旗の色をモチーフにしたものであった。 ドンブロフスキがポーランド人に対して示そうとして、イタリアやフランス、ドイツの定期刊行物で発表した声明は、国外にいるポーランド人コミュニティの間で大きな反響を巻き起こした。やがてロンバルディ共和国の首都であるミラノでポーランドを分割支配している列強（ロシア、オーストリア、プロイセン）からの圧力があったのにもかかわらず、多数の志願兵が集まり始めた。志願兵には愛国心に燃える在外ポーランド人やオーストリア軍から解放されたポーランド人の囚人なども同様、含まれていた。短期間のうちに、ドンブロフスキは鍛錬し勇猛と後に言われる7000人のポーランド軍団志願兵を招集した。
ドンブロフスキのポーランド兵は、1797年から1803年初頭まで、ナポレオン側で戦った。彼の指揮下の軍団はイタリアでの戦いにおいて重要な役割を果たした。これは、主には1798年5月にローマに入城したというもので、彼自身、トレビアの戦い(1799年6月19日)と1799年から1801年までの数々の戦いで大きく貢献をした。不運なことに、軍団はドンブロフスキが夢見ていたポーランドに到着することも決してなかったし、祖国を解放することもできなかった。そのことによって、ナポレオンは、自身の配下の勇猛かつ優秀なポーランド部隊内の不満が増加してきたことに気がついていた。兵士たちは、特にフランスとロシアがルネヴィルで結んだ平和条約に落胆した。なぜなら、その条約はポーランド人の悲願であるポーランドの解放が明記されていなかったからである。これは、ポーランド人部隊の崩壊を意味した。さらには1803年の地方反乱が、特に危険な動きとみなされて6000人がハイチに送られることになった。そのうち300人の部隊のみが帰還することができた。
軍団が解散しアミアンの和約が結ばれた後、彼は師団の将軍として、イタリア共和国の部門へ移動した。彼は1806年にポーランド軍団を再編するため再度ナポレオンに呼び出された。ナポレオンはポーランドをプロイセンから再度奪いたいと望んでいた。熱心さはそれほど高くなかったが、ポーランドの志願兵は再度編成された。ドンブロフスキはグダニスクやフリートラントで活躍したものの、彼は残りのポーランドの領域を分割している列強に対して戦うことを避けた際に、彼自身も幻滅した。

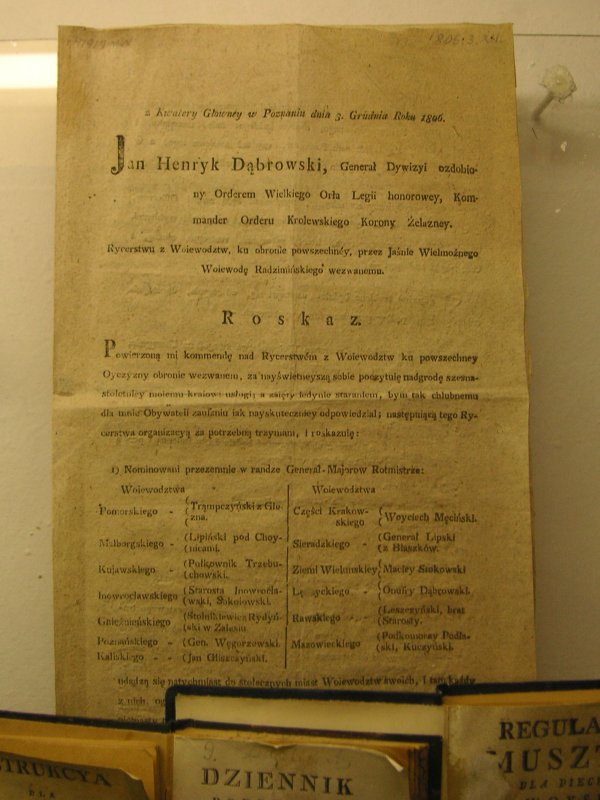
1806年にドンブロフスキが行った命令。ポーランドのvoivodeshipsに行った新たな命令

1807年、ワルシャワ公国が再占領した領域を元に作られた。これは基本的にはナポレオン率いるフランスの衛星国を意味する。ドンブロフスキはナポレオンに落胆し、ポズナン近くに屋敷を手に入れ定住した。しかし、1808年、すぐに彼はユゼフ・ポニャトフスキの指揮の元でオーストリアと戦うこととなった。ラシュインの戦いの後、ポーランド軍はガリツィアに入城し、7月15日にクラクフを占領した。1812年6月、ドンブロフスキはナポレオンのモスクワ遠征において、大陸軍の元でポーランド師団を指揮した。しかし、10月にフランス・ロシア間の戦争が終了し、フランス軍が厳冬により大損害を出し撤退しなくてはいけなくなった。この敗戦は所謂ベレジナ渡河作戦まで続き、この戦いでドンブロフスキは負傷した。
彼は、1813年のライプツィヒの戦いにおいてオーギュスト・マルモン将軍の元で戦った。しかし、その翌年、彼はこれ以上戦いを続けることができず、ポーランドに帰還した。彼はポーランド軍の再編成を皇帝により任せられた将軍の一人であった。彼は1815年に騎兵将軍となり、新しいポーランド立憲王国の上院議員(senator palatine)となり、白鷹勲章(Order Orła Białego)を受けた。彼は、翌年、ポズナン近くのヴィングラの屋敷に隠居し、1818年に死亡した。彼は生前ポーランドの軍事史の著書をいくつか著している。

## ポーランド国歌
ポーランド軍団が創設された時代に、現在のポーランド国歌『ドンブロフスキのマズルカ』（Mazurek Dąbrowskiego）が作曲された。この勇壮なマズルカの調べに乗せた「イタリアにおけるポーランド軍の歌」は 1797年の7月15日から21日に作られ、兵士たちの間で非常に人気となった。作詞を手がけたのはドンブロフスキの親友ユゼフ・ヴィビツキで、作曲者は不明である。
冒頭の歌詞には、「ポーランドいまだ滅びず」とある。これは、プロイセン側が「コシチュシュコがマチェヨヴィツェの戦いで敗れたあと、『ポーランド滅びたり!』（Finis Poloniae!）と叫んだ」と流言したのに反抗するためのものである。